# Pristigasteridae
Las sardinatas, pellonas y sardinas-machete son la familia Pristigasteridae de peces incluida en el orden Clupeiformes, con especies marinas distribuidas por todos los océanos tropicales y especies de agua dulce distribuidas por ríos de Sudamérica y sudeste de Asia.
Externamente se les diferencia de otras sardinas de la familia Clupeidae por su alargada aleta anal, que tiene al menos 30 radios blandos. Las pequeñas aletas pélvicas están notablemente desplazadas hacia adelante de forma que la punta de la aleta pélvica alcanza o sobrepasa enteramente en vertical la base de la aleta pélvica.

## Géneros y especies
Antiguamente clasificadas dentro de la familia Clupeidae, actualmente se consideran 24 especies válidas agrupadas en 3 géneros:
- Género Ilisha (Richardson, 1846)
  - Ilisha africana (Bloch, 1795) - Sardineta africana
  - Ilisha amazonica (Miranda Ribeiro, 1920)
  - Ilisha compressa (Randall, 1994)
  - Ilisha elongata (anónimo [Bennett], 1830) - Sardineta grácil
  - Ilisha filigera (Valenciennes, 1847)
  - Ilisha fuerthii (Steindachner, 1875) - Sardineta chata, sardina chata, machete o sardineta del Pacífico.
  - Ilisha kampeni (Weber y de Beaufort, 1913)
  - Ilisha lunula (Kailola, 1986)
  - Ilisha macrogaster (Bleeker, 1866)
  - Ilisha megaloptera (Swainson, 1839) - Sardineta ojigrande
  - Ilisha melastoma (Bloch y Schneider, 1801) - Sardineta índica escamuda.
  - Ilisha novacula (Valenciennes, 1847)
  - Ilisha obfuscata (Wongratana, 1983)
  - Ilisha pristigastroides (Bleeker, 1852)
  - Ilisha sirishai (Seshagiri Rao, 1975)
  - Ilisha striatula (Wongratana, 1983)
- Género Pellona (Valenciennes in Cuvier and Valenciennes, 1847)
  - Pellona altamazonica (Cope, 1872) - Sardinata o sardina del alto Amazonas.
  - Pellona castelnaeana (Valenciennes, 1847) - Sardinata
  - Pellona dayi (Wongratana, 1983)
  - Pellona ditchela (Valenciennes, 1847) - Sardinata índica
  - Pellona flavipinnis (Valenciennes, 1837) - Saraca, salaca o sardina de río.
  - Pellona harroweri (Fowler, 1917) - Sardineta o sardina
- Género Pristigaster (Cuvier, 1816)
  - Pristigaster cayana (Cuvier, 1829) - Sardinita
  - Pristigaster whiteheadi (Menezes y de Pinna, 2000)